# Walter Maier-Kößler

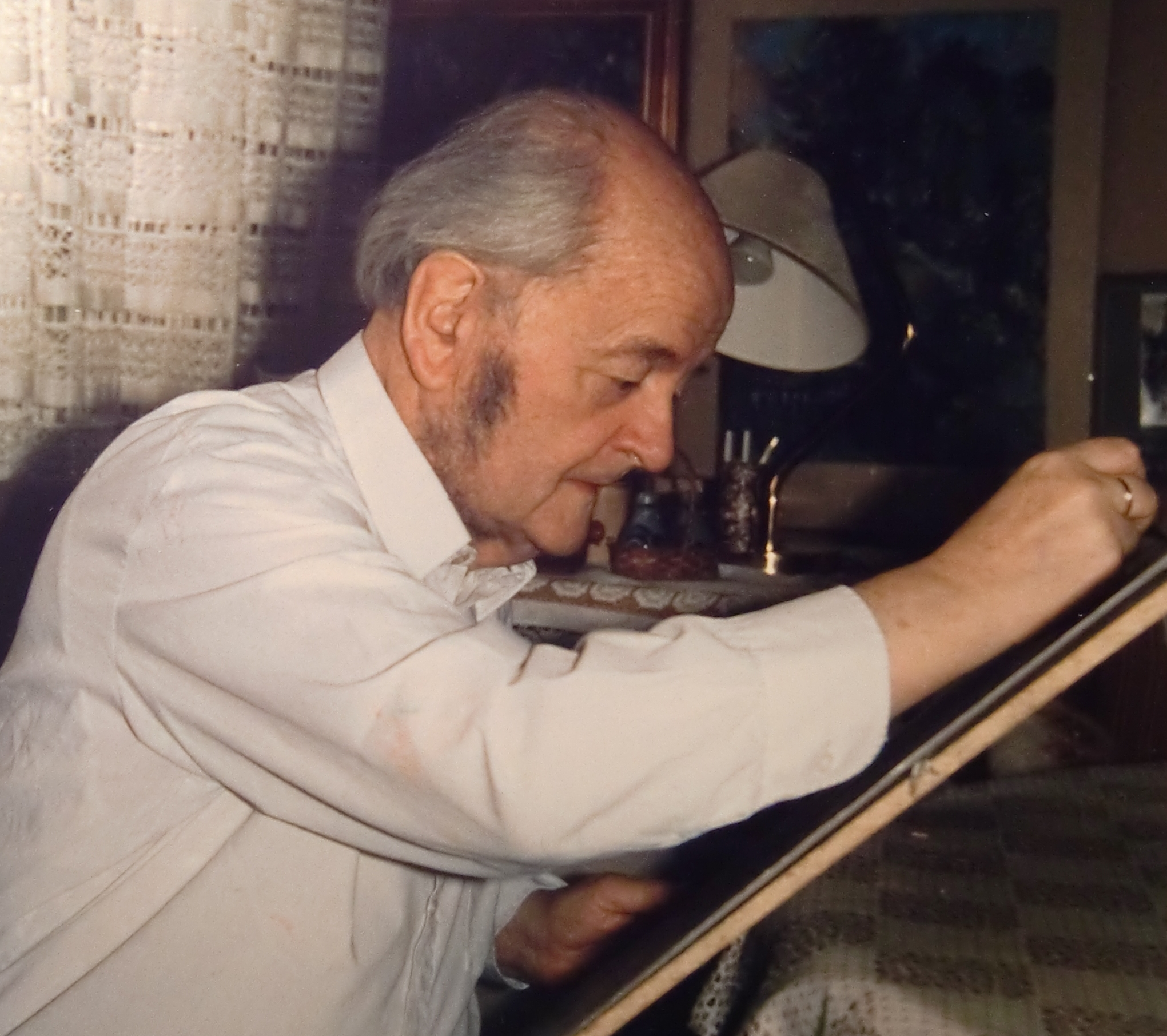
Walter Maier-Kößler, 1984

Walter Maier-Kößler (* 6. Juli 1914 in Kornwestheim; † 14. Juli 1994 in Baden-Baden) war ein deutscher Bildender Künstler und Grafiker.

## Leben
Walter Maier-Kößler war nach dem Abitur in zweijähriger Tätigkeit in der Industrie. Danach absolvierte er zunächst ein Pädagogikstudium in Esslingen. Daran schloss sich in den Jahren 1937 bis 1945 ein Studium an der Staatlichen Akademie der Bildenden Künste Stuttgart an. Dieses wurde unterbrochen von Arbeitsdienst, Wehrdienst, Kriegsdienst und Gefangenschaft.
Von 1946 bis 1949 setzte er sein Studium in Stuttgart bei Fritz von Graevenitz, Hermann Sohn, Ulfert Janssen, Hermann Mayrhofer und Erich Feyerabend fort. Außerdem studierte er Kunstgeschichte, Geschichte, Geographie und Geologie an der Technischen Hochschule Stuttgart und an der Eberhard Karls Universität Tübingen.
Von 1949 bis 1971 war Maier-Kößler Kunsterzieher an verschiedenen Gymnasien in Baden-Württemberg. Danach bis 1994 lebte er als frei schaffender Künstler in Baden-Baden. Walter Maier-Kößler war Mitglied im Verband Bildender Künstler in Baden-Württemberg, Künstlerbund Heilbronn, Kunstverein Heilbronn und im Württembergischen Kunstverein.

## Werk
Maier-Kößlers Werk umfasst Ölbilder, Aquarelle, Pastelle, Zeichnungen, Lithografien und diverse experimentelle Druckgrafiken. Seine Gemälde setzen sich mit Landschaftseindrücken, Figurengruppen und abstrakten Kompositionen auseinander. Seine Ölbilder, Aquarelle und Pastelle sind beeinflusst von Impressionismus, Post-Impressionismus und Kubismus.
Sein grafisches Spätwerk befasst sich mit existentialistischen Themen, insbesondere der Bedrohung des Individuums in der Anonymität der modernen Gesellschaft und der Vergänglichkeit.
Viele seiner Werke wurden von der Stadt Heilbronn und vom Landkreis Heilbronn angekauft. Eine Auswahl seiner Bilder befinden sich im Besitz der Städtischen Museen Heilbronn (neun Ölgemälde, fünf Pastelle, zwanzig Grafiken), zahlreiche weitere sind in Privatbesitz. Ein Wandbild (Figurenkomposition, Baurelief in Betonausführung, ca. 2 × 3 m) schmückt eine Fassade des Johann-Sebastian-Bach Gymnasiums in Mannheim, ein weiteres (Figurenkomposition, Ausführung in Metall, ca. 1,5 × 3 m) die Manfred-Kyber-Grundschule in Löwenstein, die außerdem eine Galerie mit Grafiken von Maier-Kößler zum Werke Manfred Kybers besitzt.

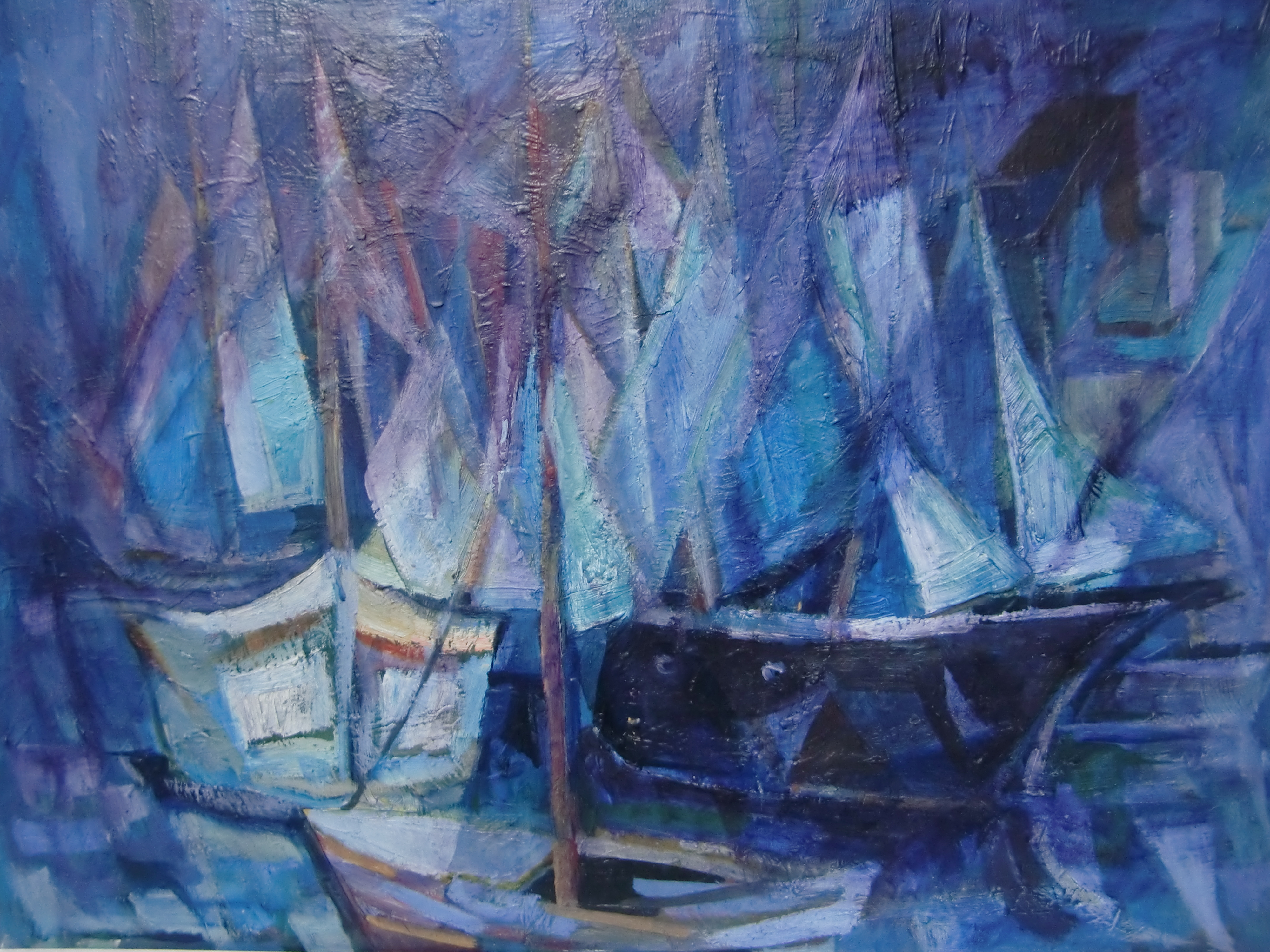
Schiffe, 1968, Öl auf Leinwand
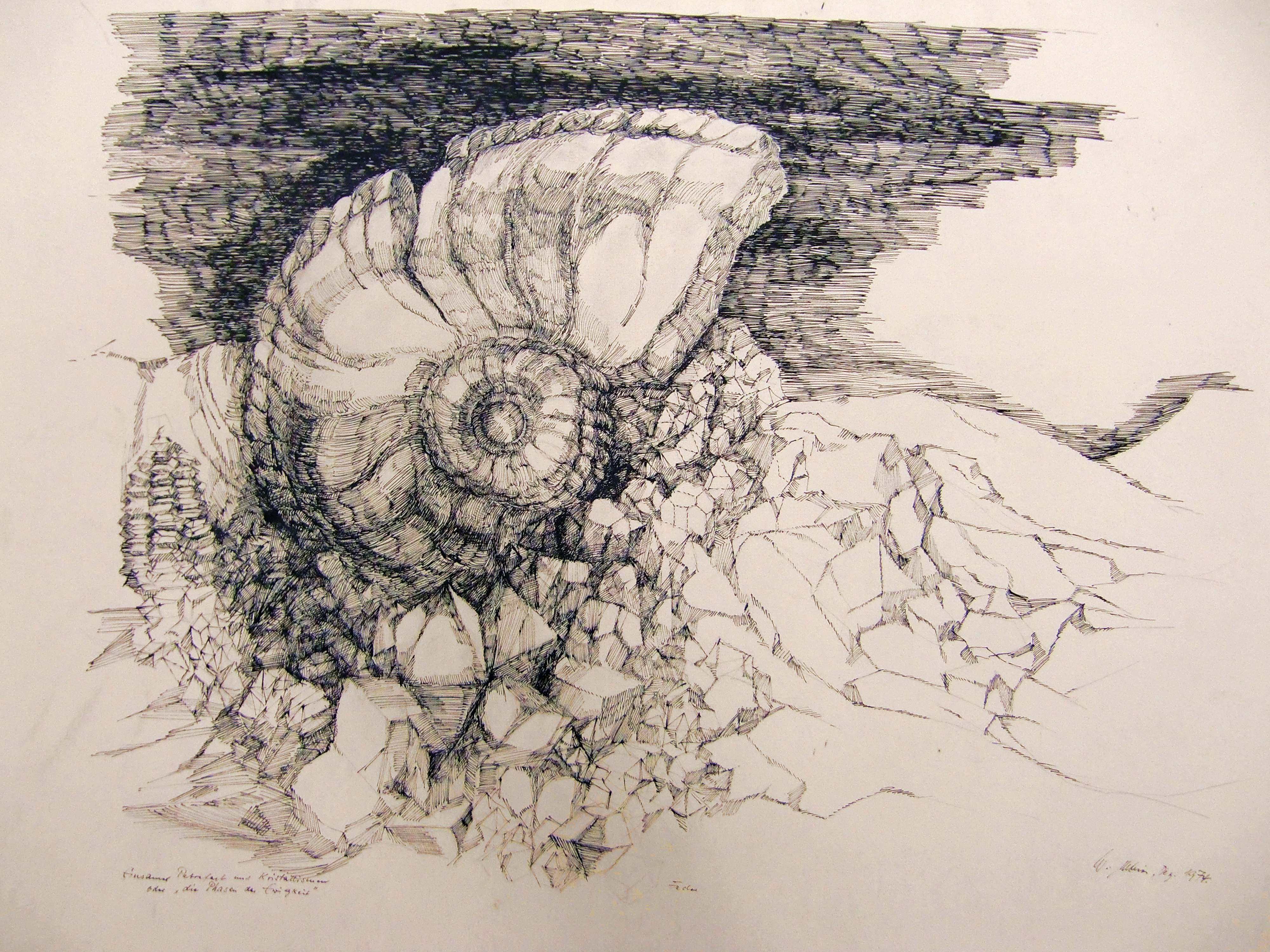
Petrefakt, 1974, Feder
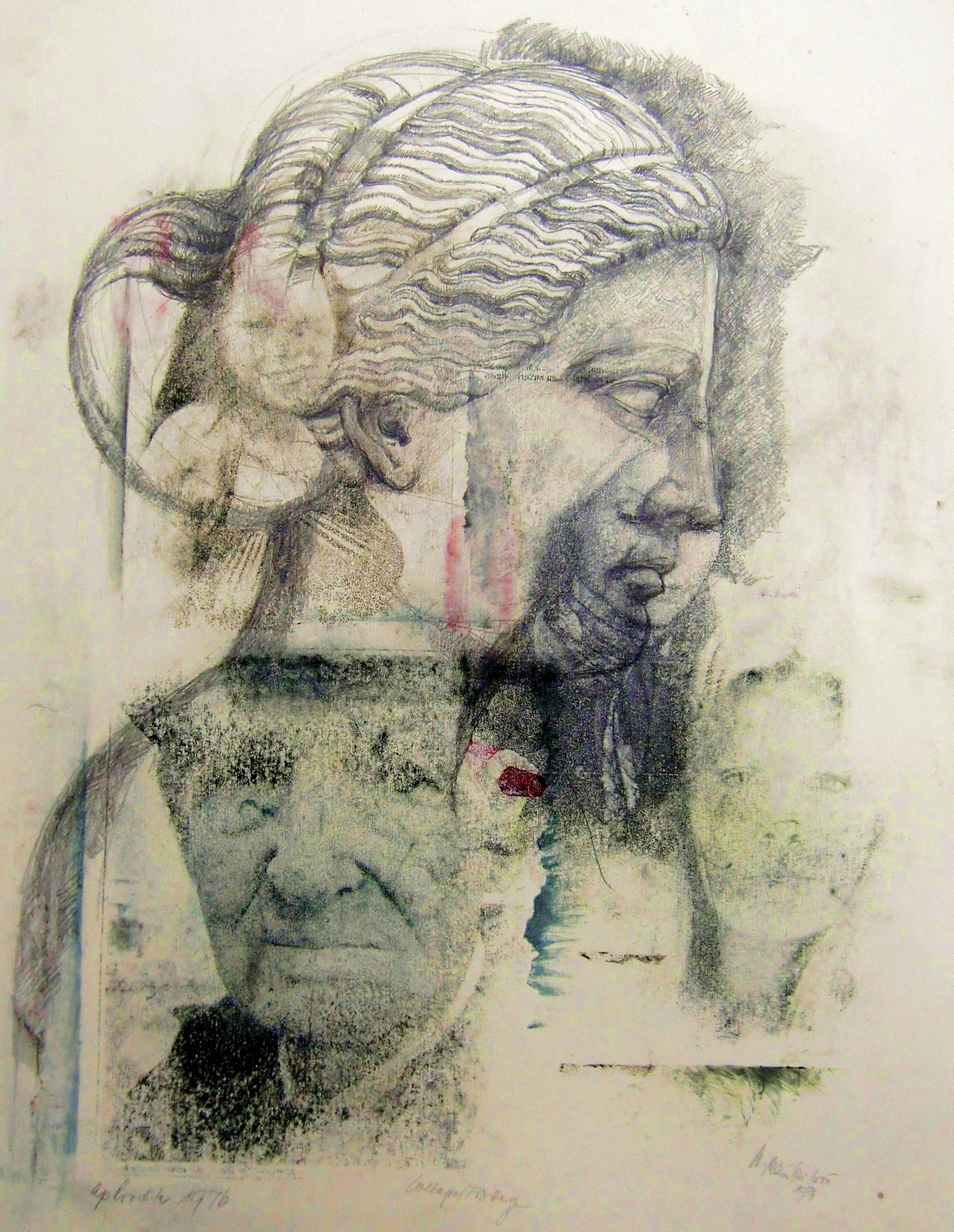
Aphrodite, 1976, Collage/Frottage
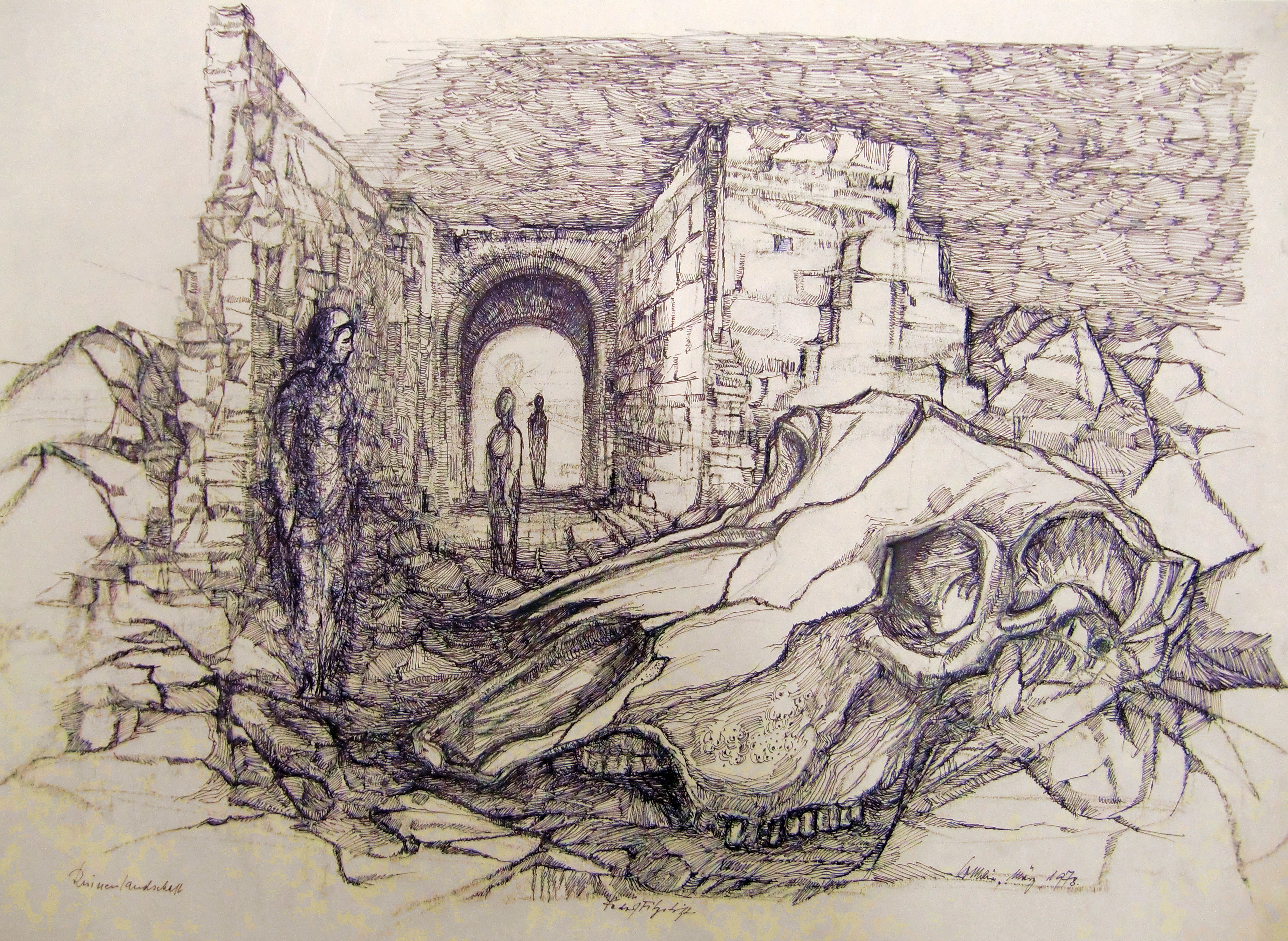
Ruinenlandschaft, 1978, Feder
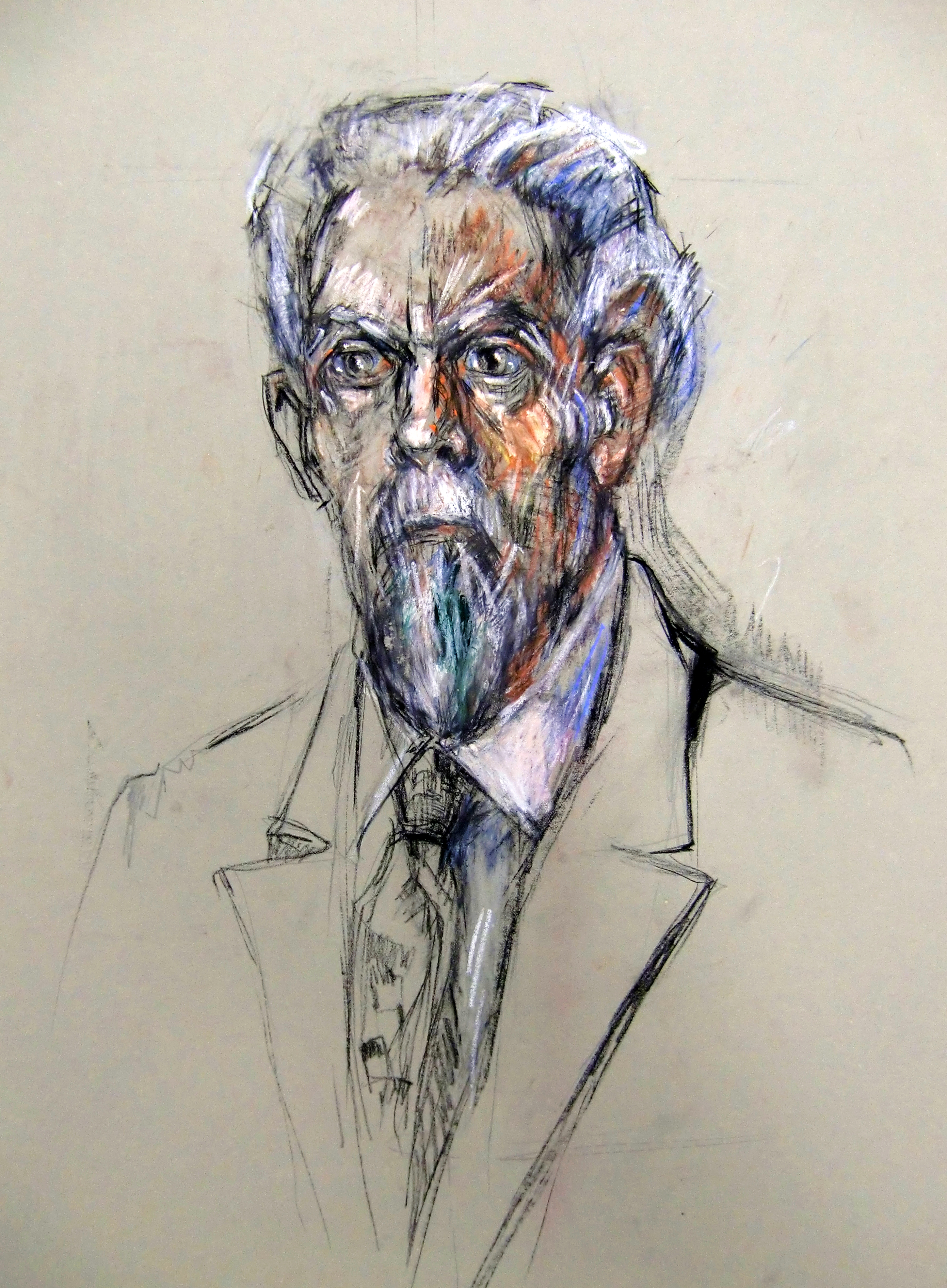
Gustav Kittler, 1979, Feder/Pastell

Alle hier dargestellten Grafiken befinden sich in der Sammlung der Städtischen Museen Heilbronn. Das Ölbild ist in Privatbesitz.

## Publikationen (Auswahl)
- Deutsche Gedichte, gesammelt und illustriert. Meyer, Baden-Baden 1985.

## Ausstellungen

### Einzelausstellungen
- 1964: Stadtbücherei Heilbronn
- 1968: Stadtbücherei Heilbronn
- 1970: Heilbronn, Harmonie
- 1970: Stadtbücherei Heilbronn
- 1971: Stadtbücherei Heilbronn
- 1974: Stadtbücherei Heilbronn und Historisches Museum Heilbronn
- 1979: Stadtbücherei Heilbronn

### Gruppenausstellungen
- 1969: Künstlerbund Heilbronn, Beziers
- 1970: Künstlerbund Heilbronn, Galerie Schloss Waldenburg
- 1971: Große Kunstausstellung des Verbandes Bildender Künstler Württemberg, Stuttgart, Killesberg
- 1971: Heilbronner Kunstverein und Heilbronner Künstlerbund, Kursaal Stuttgart-Bad Cannstatt
- 1976: Künstlergilde Ulm und Museumsgesellschaft Ulm, Ausstellung mit Grafik von Walter Maier und Knut Michaelis
- 1984: Künstlerbund Heilbronn, Kreissparkasse Heilbronn.

Zahlreiche weitere Einzel- und Gruppenausstellungen in privaten Galerien in Heilbronn, auf Schloss Lichtenberg (Kreis Ludwigsburg), in Stuttgart, Baden-Baden, Überlingen, Aalen, Kornwestheim, Karlsruhe, Obernai, Colmar und Straßburg.